# 葛氏似口蝦蛄
葛氏似口蝦蛄（学名：Oratosquillina gravieri）为蝦蛄科似口蝦蛄屬下的一个种。